# Chapelle des Pénitents blancs de Saint-Tropez
La chapelle des Pénitents blancs, ou chapelle Notre-Dame de l'Annonciade, à Saint-Tropez, est édifiée vers 1510 par la confrérie des Pénitents blancs. Elle est vendue comme bien national à la Révolution française. En 1821, l'édifice devient un atelier de construction marine : le clocher est abattu et le toit reçoit sa forme actuelle. 

## Musée
En 1937, la partie supérieure de la chapelle est aménagée pour accueillir le « Museon Tropelen ».
Georges Grammont souhaite que le public puisse profiter de la vue des œuvres, toiles et sculptures, qu'il collectionne depuis des années. C'est dans ce but qu'il demande en 1950 à l'architecte Louis Süe de transformer le bâtiment de la chapelle, qui a été mis à sa disposition par la commune. Le 7 août 1955, le musée de l'Annonciade ouvre ses portes, présentant cinquante-six œuvres de cette collection.

## Protection
Le portail d'entrée fait l'objet d'une inscription au titre des Monuments historiques par arrêté du 30 mai 1947. L'ancienne chapelle de l'Annonciade avec le bâtiment de l'ancienne sacristie accolée en façade Nord font l'objet d'une inscription complémentaire par arrêté du 25 mai 2024.